# ロールス・ロイス・V8

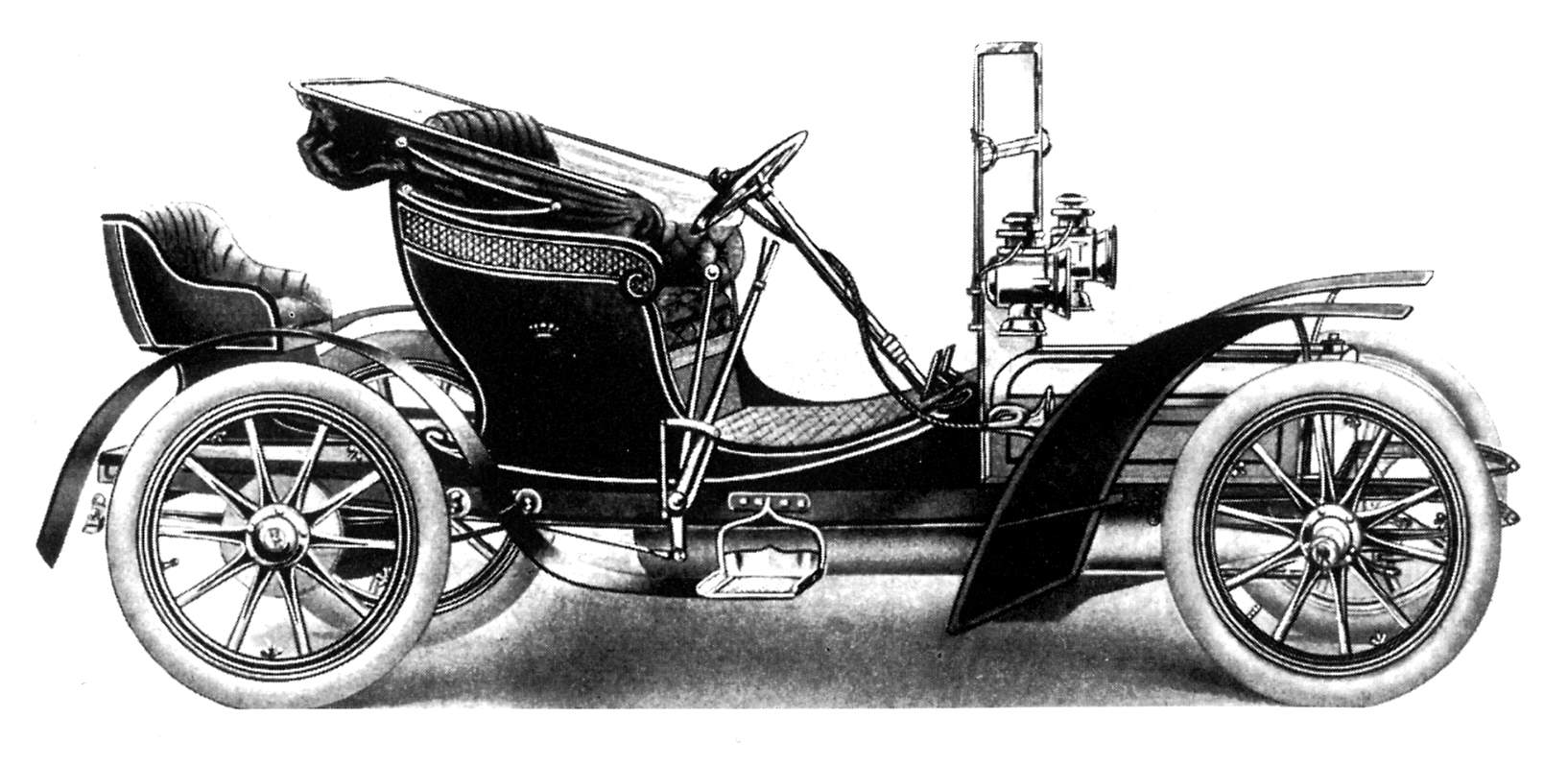
V8レガリミット

V8はロールス・ロイスが1905年から1906年までに製作した試作車である。
当時まだガソリンエンジンの音と振動を嫌う人々が電気自動車に固執していたのを見て、ロールス・ロイスの販売部門が電気自動車並みに静粛で室内が広い自動車の設計をフレデリック・ヘンリー・ロイスに要求した。ロイスは90度V型8気筒サイドバルブエンジンを当時の電気自動車と同様、床下に置く設計を採り、バルブをバンクの外側に配置することでエンジン全高を低く設計した。内径 ⌀82.5 mm × 行程 82.5 mm 、排気量 3,528 cc のエンジンには、当時の市街最高速度制限20 mph (32 km/h)を超えない程度にギア比を低くしその代わりエンジン特性を走行時のギアチェンジが不要になるようなエンジン特性を持たせた。またエンジン潤滑も黒煙を吐きがちな滴下式潤滑ではなく全圧送による潤滑を採用する等、極めて時流を先取りした設計であり、少数が試作されたが、要求されたスペックはシルヴァーゴーストでも実現でき、また車種をシルヴァーゴーストに一本化する方針もあって市販されなかった。
エンジンは2気筒ずつ鋳造された鋳鉄製サイドバルブヘッドとシリンダーをアルミニウム製クランクケースにボルト留めするという当時のロールス・ロイス車に共通する手法で製作されている。ホイールベースは106 in (2,692.4 mm)。
4台が試作された。シャシNo. 23925の1号車、シャシNo. 80500の3号車はバーカー製のダブルランドーレットボディで「ザ・インヴィジブル」（The Invisible ）、シャシNo. 40518の4号車は2席のバーカー製フェートンボディーを搭載して「レガリミット」（Legalimit ）と呼ばれた。「レガリミット」とは当時の市街最高速度制限を常用速度に設計したことに由来する。2号車はシャシNo. 26539にトラックボディを架装したとも言われるが資料も写真も残っておらず詳細は不明である。